# Srbosjek

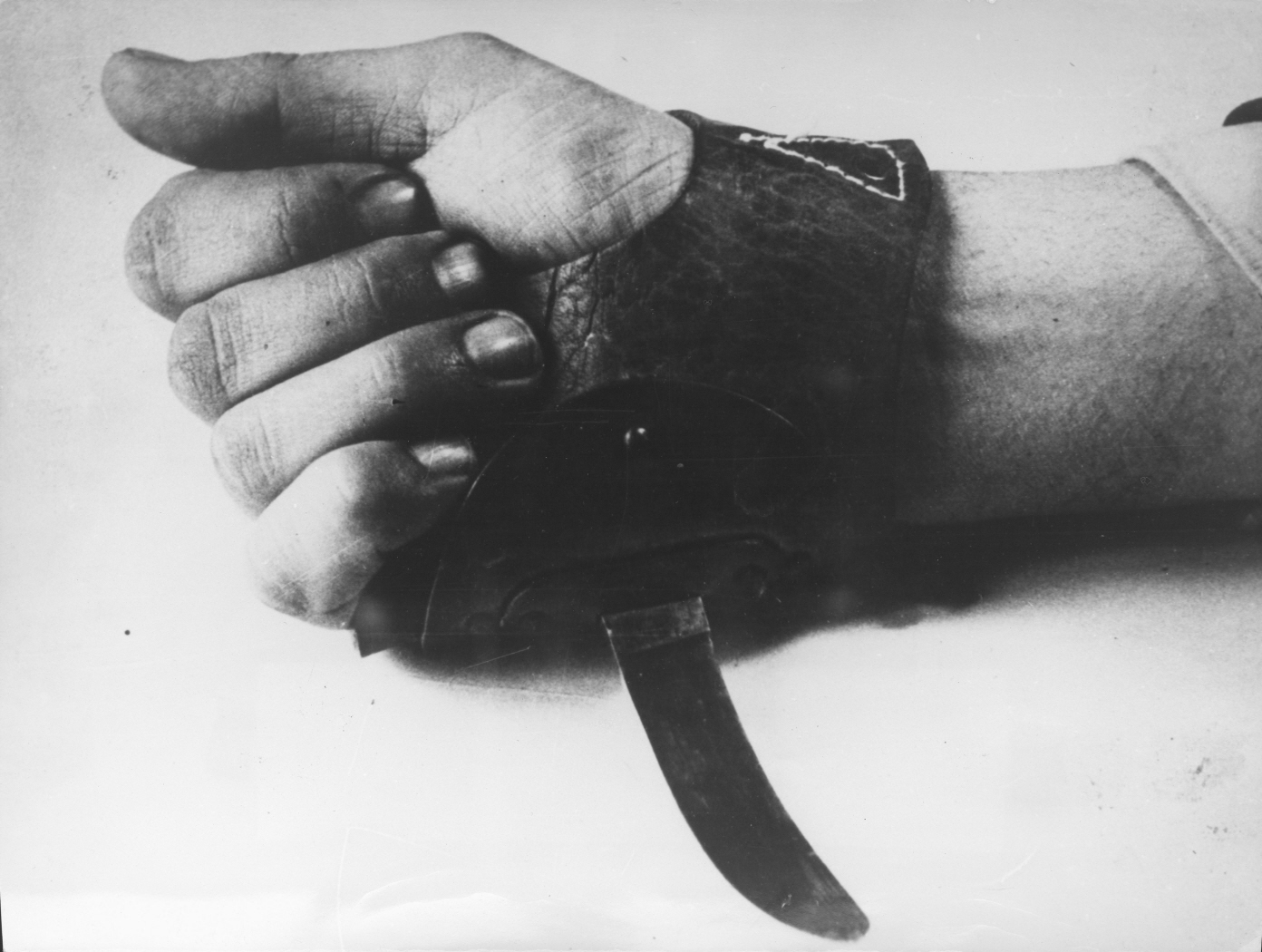
Srbosjek.

Srbosjek betyder ’serbskäraren’ på kroatiska och var namnet på ett knivredskap (fäst vid tillhörande handske) som användes i koncentrations- och förintelselägret Jasenovac i Kroatien under andra världskriget.
Redskapet användes för avrättning av serber. Redskapet användes regelbundet och det anordnades tävlingar där så många serber som möjligt skulle slaktas under begränsad tid. Lägervakten Petar Brzica utnämndes till "halsskärarnas kung", eftersom han med hjälp av srbosjek skar halsen av 1 360 serber på ett dygn.

## Ursprung, namn och som redskap
På tyska kallas kniven för Garbenmesser, vilket betyder kärvkniv. Den var ursprungligen ett redskap för bönder att skära vete och kärvar med. Den tillverkades av NDH-regimen i fabriker. Ustasja använde troligen vapnet som ett redskap i läger och fann då att man kunde använda det till att döda fångar snabbare. I och med att det gällde främst serber, fick kniven öknamnet serbskärare.